# ماری رز آبوسفیان

ماری رز آبوسفیان (ارمنی: Մարի Ռոզ Աբուսէֆեան؛ زادهٔ ۱۰ اوت ۱۹۴۴) بازیگر، نویسنده، پژوهش اهل ارمنستان است.

## زندگی‌نامه
وی در ۱۰ اوت ۱۹۴۴ در حلب به دنیا آمد و از Երևանի գեղարվեստաթատերական ինստիտուտու فارغ‌التحصیل گشت. وی برنده جوایزی همچون مدال طلای وزارت فرهنگ جمهوری ارمنستان شده‌است.

## گزیده فیلم‌شناسی
از فیلم‌ها یا برنامه‌های تلویزیونی که وی در آن نقش داشته‌است می‌توان به یک تکه از آسمان، آرئویک اشاره کرد.